# Ламздорф, Яков Иванович
Яков (Якоб Иоганн) Иванович Ламздорф (1743—1810) — участник Русско-шведской войны 1788—1790 гг., генерал-лейтенант, тайный советник, Псковский гражданский губернатор.
Родился в 1743 году, сын командира Венденского полка Ивана Юрьевича Ламздорфа и его жены Элизабет Софии, урождённой фон Бринкен.
В военную службу вступил в 1762 году, в артиллерию. Произведённый в 1787 году в майоры Ламздорф в следующем году принял участие в военных действиях против шведов и 26 ноября 1788 года был награждён орденом св. Георгия 4-й степени (№ 269 по кавалерскому списку Судравского и № 582 по списку Григоровича — Степанова)
За отличную храбрость и мужественные подвиги, с которыми он защищался 6 июля в сражении против шведского короля и с порученной ему артиллерией способствовал отразить неприятеля.
В 1793 году Ламздорф получил чин подполковника, в 1796 году — полковника. 28 декабря 1797 года, состоя уже в чине генерал-майора, он был назначен шефом Осадного артиллерийского батальона в Риге вместо вышедшего в отставку генерала от артиллерии К.И. фон Вульфа. В следующем году Павел I произвёл Ламздорфа в генерал-лейтенанты, но 15 октября 1799 года исключил из службы "за откомандирование вместо фурштатских, строевых чинов для сопровождения лошадей".
26 декабря 1800 года Павел I вновь принял Ламздорфа на службу, но по гражданскому ведомству и с переименованием в чин тайного советника, назначив Псковским гражданским губернатором на место уволенного по прошению от службы А.А. Беклешова. В этой должности Ламздорф оставался до 1807 года, получив от нового императора Александра I ордена Святой Анны 1-й степени (14 июня 1802 года) и Святого Владимира 4-й степени (22 сентября 1804 года).
В 1810 году Ламздорф скончался. 
Его брат Матвей Иванович Ламздорф, возведённый в 1817 году в графское достоинство, был генералом от инфантерии, главным наставником великих князей Николая Павловича и Михаила Павловича, членом Государственного совета Российской империи.